# Oksazolidindion
Oksazolidinedion je organsko jedinjenje sa formulom HN(CO)2OCH2. To je bela čvrsta supstanca. Roditeljski prsten nije posebno važan, međutim ova osnovna struktura se nalazi u raznim antikonvulzivnim lekovima. Osnovno jedinjenje se dobija tretiranjem hloracetamida sa bikarbonatom.
- Dimetadion
- Etadion
- Parametadion
- Trimetadion

## Osobine
Oksazolidinedion je organsko jedinjenje, koje sadrži 3 atoma ugljenika i ima molekulsku masu od 101,061 .
| Osobina                  | Vrednost |
| ------------------------ | -------- |
| Broj akceptora vodonika  | 4        |
| Broj donora vodonika     | 1        |
| Broj rotacionih veza     | 0        |
| Particioni koeficijent ( | 0,2      |
| Rastvorljivost (logS, log(mol/L))       | 0,1      |
| Polarna površina (PSA, Å2)  | 58,9     |

## Literatura
- Clayden, Jonathan; Greeves, Nick; Warren, Stuart; Wothers, Peter (2001). Organic Chemistry (I изд.). Oxford University Press. ISBN 978-0-19-850346-0.
- Smith, Michael B.; March, Jerry (2007). Advanced Organic Chemistry: Reactions, Mechanisms, and Structure (6th изд.). New York: Wiley-Interscience. ISBN 0-471-72091-7.
- Katritzky A.R.; Pozharskii A.F. (2000). Handbook of Heterocyclic Chemistry (Second изд.). Academic Press. ISBN 0080429882.
- Traube, Wilhelm; Ascher, Richard (1913). „Über das Isohydantoin 2-Imino-4-keto-tetrahydro-oxazol und seine Homologen” [About the isohydantoin (?) of 2-imino-4-keto-tetrahydro-oxazole and its homologues]. Berichte der Deutschen Chemischen Gesellschaft (на језику: German). 46 (2): 2077—2084. doi:10.1002/cber.191304602124.